# 丹尼尔·惠特比

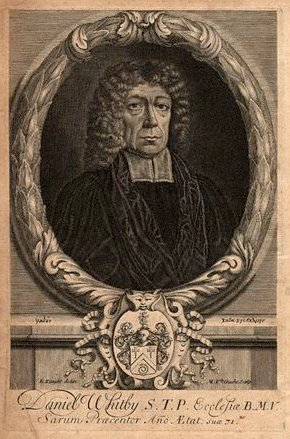
伦敦国家肖像画廊的丹尼尔·惠特比画像

丹尼尔·惠特比 (1638–1726) 是一位有争议的英国神学家和圣经注释家。他有很强的阿里乌教派和一位论派倾向，反对加尔文主义。
他的主要著作是《圣经评注》，1688年动笔，1703年出版，有两卷，1822年出了最终版。菲利普·多德里奇任务它比其他的评注本更好。在这本评注中，他反对了约翰·蒂洛森对地狱的看法。1710年，惠特比对约翰·密尔的批评著作提出质疑，他捍卫了标准本，反对密尔的三万处文本改编。
1. ↑  Daniel Whitby, Examen variantum Lectionum Johannis Milli （页面存档备份，存于） (London 1710)